# NGC 6335
NGC 6335 is een open sterrenhoop in het sterrenbeeld Schorpioen. Het hemelobject werd op 7 juni 1837 ontdekt door de Britse astronoom John Herschel.

## Synoniemen
- ESO 454-**10